# Kenshi (Computerspiel)
Kenshi ist ein Echtzeit-strategisches Action-Rollenspiel, entwickelt und veröffentlicht von Lo-Fi Games für Windows. Das Spiel fokussiert sich auf Sandbox-artiges Gameplay das dem Spieler die Freiheit gibt, in der Welt zu tun, was er möchte, anstatt sich auf eine lineare Handlung zu fokussieren. Kenshis Entwicklung wurde hauptsächlich von einer einzigen Person über den Zeitraum von zwölf Jahren geleitet, es wurde am 6. Dezember 2018 veröffentlicht.
Kenshi spielt in einer postapokalyptischen Umgebung und ermöglicht es dem Spieler, die Persönlichkeit und die Rolle seines Charakters in der Spielwelt komplett frei zu gestalten. Das Spiel hat überwiegend positive Kritiken von Kritikern erhalten, die sich über die Tiefe und den Schwierigkeitsgrad geäußert haben.

## Spielprinzip
Kenshi ist ein Open-World, Computer-Rollenspiel mit Echtzeit-Strategie-Elementen ohne eine lineare Erzählweise. Es spielt in einer postapokalyptischen Umgebung, wo es unglaublich schwer ist zu überleben. Der Spieler fängt ohne Fertigkeiten an und kämpft in den Anfangsstadien um sein Überleben. Fertigkeiten werden durch Aktionen verbessert, wie z. B. das Verbessern von Diebstahl durch Stehlen von Gegenständen, verschiedene Kampffähigkeiten durch das Kämpfen. Zudem kann der Spieler andere Charaktere rekrutieren um seine Gruppe zu vergrößern. Der Spieler kann Charaktere von vielen verschiedenen Fraktionen und Spezies für seine Gruppe rekrutieren und kann eventuell seine eigene Siedlung aufbauen. Als Teil des Schadensystems, können einzelne Gliedmaßen beschädigt oder unerwartet amputiert werden, jedoch gibt es die Option fehlende Gliedmaßen mit Prothesen zu ersetzen. Kenshi besitzt viele Nicht-Spieler-Siedlungen, mit Größen die von einzelnen Gebäuden bis zu großen Städten variieren. Das Spiel enthält ein Weltzustandssystem, das Reaktionen auf den Tod bedeutender Persönlichkeiten erzeugt. Diese Reaktionen zu Machtvakuumen können dazu führen, dass neue Orte erscheinen oder Städte von neuen Fraktionen übernommen werden. Die Zonen in Kenshi sind nicht nur ästhetisch, sondern haben auch spezifische Eigenschaften wie Bodentypen, Terrain und Ressourcenverfügbarkeit. Diese Faktoren kommen ins Spiel, wenn die Spieler Siedlungen errichten. Das Wetter ist ein ständiger Faktor, unabhängig davon, ob der Spieler sich für den Bau einer Siedlung entscheidet oder nicht, denn es gibt einige Arten von Wetter (wie Saurer Regen) welche schlechte Auswirkungen haben können.

## Entwicklung
Kenshi wurde hauptsächlich von einer einzigen Person entwickelt, Chris Hunt. Er begann die Entwicklung zwischen 2006 und 2008. Hunt arbeitete als ein Teilzeit-Wachmann, um in den ersten Jahren der Spielentwicklung über die Runden zu kommen. Nach etwa fünf Jahren als Wachmann, war er in der Lage, seinen Teilzeitjob aufzugeben und vollzeitig an Kenshi zu arbeiten, nachdem sich erste Erfolge mit dem Spiel gezeigt hatten. Er arbeitete bis 2013 alleine an dem Projekt, dann war er in der Lage ein kleines Team einzustellen, das ihm bei dem Projekt half. Hunt hat die Welt als „Sword-Punk“ beschrieben, er wurde insbesondere von Geschichten über wandernde Rōnin und die Idee eines Überlebenden, der durch ein Ödland reist, inspiriert.
Hunt beschrieb sein Antrieb für die Entwicklung des Spiels als seine Abneigung von dem „Händchenhalten“ das andere RPGs am Anfang haben. Zu seinem allgemeinen Mantra für die Entwicklung des Spiels erklärte Hunt, dass er sich als den Feind des Spielers sah. Das spielbare Gebiet des Spiels ist 870 km2 (340 mi2) groß, dies wurde getan um gefährliche und herausfordernde Bereiche zwischen Belohnungen, die Spieler suchen könnten zu platzieren. Hunt wollte, dass verschiedene Bereiche der Karte, verschiedene Themen oder Fraktionen haben so, dass sie sich einzigartig anfühlen würden. So wie z. B. eins, welches Männer anders als Frauen behandelt.
Das Spiel wurde als Early Access in 2013 veröffentlicht, seine Vollveröffentlichung war am 6. Dezember 2018.

## Nachfolger
Im März 2019 wurde ein Prequel in der Unreal Engine angekündigt; Kenshi 2. Das Prequel spielt eintausend Jahre vor den Ereignissen des ersten Teils. So befindet sich die zerstörte Welt im Wiederaufbau und weist andere Fraktionen, gesellschaftliche Strukturen und Technologien auf. Die Spielwelt wird im Vergleich zum ersten Teil um die Hälfte größer werden.

## Rezeption
Kenshi erhielt laut Metacritic gute Kritiken. Robert Zak von PC Gamer lobte die enorme Größe und den Umfang des Spiels. Kritisiert wurde die unübersichtliche Benutzeroberfläche. Rock, Paper, Shotgun gab ebenfalls eine gute Wertung ab und verglich das Spiel mit Dwarf Fortress.